# Melitaea pseudodidyma
Melitaea pseudodidyma är en fjärilsart som beskrevs av Hans Rebel 1906. Melitaea pseudodidyma ingår i släktet Melitaea och familjen praktfjärilar. Inga underarter finns listade i Catalogue of Life.